# Escola Lomonossov
A Escola Lomonossov (em búlgaro:ПГЕЕ М.В.Ломоносов), mais conhecida na região por PGEE, está localizada na Nikola Petrov, nº 31 no cidade de Gorna Oryakhovitsa, Bulgária.

## História
Foi fundado em 15 de setembro de 1959 pelo engenheiro Marko Iliev.Nomeado inicialmente Technikum em electrotécnica Lomonossov, mais tarde Escola Lomonossov de electrotécnica е еletrônica.